# Fernando Da Cruz
Fernando Da Cruz (Villeneuve-d'Ascq, 25 maart 1972) is een Frans voetbaltrainer en voormalig zaalvoetballer.

## Carrière
Da Cruz speelde voor IC Croix en kwam van 1998 tot 2006 uit voor het Frans zaalvoetbalteam waarvan hij ook aanvoerder was. Ook was hij werkzaam als jeugdtrainer bij Lille OSC. Van 2006 tot 2008 was hij co-trainer naast Reynald De Baets van ES Wasquehal. Hierna trainde hij wederom de jeugd bij Lille en werd hij in de zomer van 2013 aangesteld als hoofd jeugdopleidingen bij Royal Mouscron-Péruwelz. Vanaf begin 2014 was hij ook assistent-trainer. Eind december 2014 verving hij Rachid Chihab als hoofdtrainer van Mouscron-Péruwelz tot het einde van het seizoen 2014/15. Hierna ging Da Cruz weer in de jeugdopleiding van Lille werken en was tevens scout. Eind 2017 was Da Cruz samen met João Sacramento, Benoit Delaval en Franck Mantaux kort ad interim hoofdtrainer van Lille nadat Marcelo Bielsa op non-actief gezet was.
In juli 2020 keerde Da Cruz terug naar Excel Moeskroen, dat dat jaar opnieuw onder de vleugels van Lille OSC was terechtgekomen. Da Cruz werd er de opvolger van Bernd Hollerbach. Als gevolg van de hernieuwde samenwerking kreeg Moeskroen in het tussenseizoen twaalf Lille-huurlingen. Da Cruz boekte geen al te beste resultaten met de vaak jonge jongens: na negen speeldagen stond Moeskroen laatste met 3 op 27 en zonder een enkele overwinning. Op 19 oktober 2020 werd Da Cruz ontslagen.